# Bob Burton, Jr.
Bob Burton (né Robert Russell Burton, Jr. le 21 février 1985) est un speedcuber américain, connu pour sa participation à de nombreuses compétitions à travers le monde et pour ses records du monde en Rubik's Magic et en Rubik's Master Magic.

## Biographie
Bob a grandi à Kearny, New Jersey.  Joueur de baseball en équipe jusqu'à l'âge de 12 ans, il a fait ses études au Kearny High School de 1999 à 2003, où il finit 6e de sa classe. Au Kearny High School, il était président du club de Physique pendant ses premières années et président du club "Student Government Association" pendant les années suivantes.  Il joua également en tant que milieu défensif dans l'équipe de football pendant trois ans et fut membre du club d'aviron pendant quatre ans. Bob étudia également les mathématiques à Rutgers University à New Brunswick (New Jersey) et fut diplômé en 2007.  Il fut membre du club d'aviron de l'université et fut le président et fondateur du Club de Rubik's Cube de l'université Rutgers.

## Rubik's Cube

### Rubik's 3x3x3 Speedsolving
Bob commença le speedsolving avec le Rubik's Cube 3x3x3 en mai 2001. Il fut d'abord convié par un ami à une compétition non officielle pour voir qui pouvait résoudre une face le plus rapidement possible. Il termina sans cesse dernier et décida de s'acheter un Rubik's Cube et de s'entraîner avec. Il fut capable de finir le cube en moins d'une minute dans les mois qui suivirent en utilisant simplement une méthode dite "couche par couche". Il participa en 2003 au Championnat du Monde de Rubik's Cube qui eut lieu à Toronto, Canada.  En 2005, Burton apprit la méthode Fridrich, qu'il utilise encore actuellement.

### Rubik's Magic
Bob fut un des pionniers du Rubik's Magic aux États-Unis. Après avoir appris comment le résoudre, il insista pour que celui-ci soit une épreuve officielle dans les compétitions. Ian Winokur accepta d'organiser une épreuve de Rubik's Magic au tournoi de Horace Mann Spring en 2005, durant laquelle Bob battit le record américain du meilleur temps (1.56 seconde) et de la meilleure moyenne de cinq résolutions (1.85 seconde).  Pendant la compétition suivante, Bob insista également pour que le Rubik's Master Magic devienne une épreuve officielle. Tyson Mao accepta et au tournoi Caltech Summer 2005, Bob battit le record du monde du meilleur temps pour le Rubik's Magic (1.28 seconde) et le meilleur temps (3.05 secondes) et la meilleure moyenne de 5 résolutions (3.54 secondes) pour le Rubik's Master Magic. Au tournoi Trumbull Spring 2006, Bob battit de nouveau le record du monde de la meilleure moyenne pour le Rubik's Magic (1.40 seconds).  Bob fut aussi champion national en 2006 pour le Rubik's Magic et le Rubik's Master Magic.

### Rubik's Clock
Lors de l'Open "2005 Dutch Open Championship", Bob a réalisé le record américain du meilleur temps pour le Rubik's Clock (24.12 seconds) et de la meilleure moyenne (32.68 seconds). La Rubik's Clock n'est pas très populaire aux États-Unis et quasiment toutes les compétitions ont lieu en Europe.

### Autres Puzzles
Bob a aussi participé à des épreuves de cubes plus grands (4x4x4 and 5x5x5), de Mini cube (2x2x2), de Megaminx, et de Square-1.  Bien qu'il ait participé dans quasiment toutes ces épreuves, il n'est pas trèsbon dans ces catégories et préfère se concentrer principalement sur le Rubik's Cube standard et sur les Magic puzzles. Cependant, Bob fut le champion national de Square-1 en 2006 lors des "US National Championships" à San Francisco.

### Résolution à une main
Bob est aussi adepte de la résolution à une main, épreuve pendant laquelle le compétiteur ne peut utiliser qu'une seule main pour résoudre le cube.  Il fait partie des meilleurs du monde et fut 5e (sur 61) lors du premier tour du Championnat du Monde en 2005.  Depuis, son classement a baissé mais il continue à participer à de nombreuses compétitions.

### Résolution à l'aveugle
En mai 2006, Bob résolu avec succès le Rubik's Cube à l'aveugle lors d'une compétition officielle au tournoi de "Trumbull Spring" en 2006 avec un temps de 6 minutes 21.87 seconds (incluant l'analyse et la mémorisation du cube).  Il avait échoué lors de ses 10 tentatives précédentes, commencées en mai l'année précédente.  Bob utilise le système Pochmann pour résoudre le cube à l'aveugle, méthode qui consiste à résoudre le cube "pièce par pièce"

### Temps Officiels
- Rubik's 3x3x3 Meilleur Temps:  13.15 secondes
- Rubik's 3x3x3 Moyenne de 5:  16.92 secondes
- Rubik's 3x3x3 Aveugle Meilleur Temps:  3 minutes, 04.41 secondes
- Rubik's 3x3x3 Une-main Meilleur Temps:  25.80 secondes
- Rubik's 3x3x3 Une-main Moyenne de 5:  33.09 secondes
- Rubik's 4x4x4 Meilleur temps:  1 minute, 27.81 secondes
- Rubik's 4x4x4 Moyenne de 5:  1 minute, 40.54 secondes
- Rubik's 5x5x5 Meilleur temps:  3 minutes, 00.63 secondes
- Rubik's 5x5x5 Moyenne de 5:  3 minutes, 34.65 secondes
- Rubik's 2x2x2 Meilleur temps:  3.27 secondes
- Rubik's 2x2x2 Moyenne de 5:  6.97 secondes
- 6x6x6 Cube Meilleur temps:  13 minutes, 35.00 secondes
- 7x7x7 Meilleur temps:  18 minutes, 43.00 secondes
- Rubik's Clock Meilleur temps:  11.90 secondes
- Rubik's Clock Moyenne de 5:  14.69 secondes
- Rubik's Magic Meilleur temps:  1.17 seconde
- Rubik's Magic Moyenne de 5:  1.29 seconde
- Rubik's Master Magic Meilleur temps:  2.90 secondes
- Rubik's Master Magic Moyenne: 	3.15 secondes
- Megaminx Meilleur temps:  5 minutes, 08.22 secondes
- Megaminx Moyenne de 3:  6 minutes, 21.75 secondes
- Pyraminx Meilleur temps: 9.28 secondes
- Pyraminx Moyenne de 5:  18.27 secondes
- Square-1 Meilleur temps:  54.38 secondes
- Square-1 Moyenne de 5:  1 minute, 15.42 secondes